# Konarzewo (Żabówko)
Konarzewo (niem. Kniephof) – osada wsi Żabówko w Polsce, położona w województwie zachodniopomorskim, w powiecie goleniowskim, w gminie Nowogard, ok. 10 km na północny wschód od Nowogardu.
W latach 1975–1998 osada należała administracyjnie do województwa szczecińskiego.
Przez kilkaset lat Konarzewo, obok pobliskiego Jarchlina i Kulic, należało do pomorskiego rodu von Dewitz, w latach 1726–1945 – do rodziny von Bismarcków. Od 1816 przebywał w Konarzewie z przerwami na naukę książę Otto von Bismarck, przyszły kanclerz Cesarstwa Niemieckiego. Całymi dobrami zarządzał w latach 1838–1844, po 1845 jedynie Konarzewem, które sprzedał w 1868 swojemu bratankowi Filipowi von Bismarckowi. W 1908 niemiecka nazwa miejscowości Kniephof posłużyła do nazwania ulicy w berlińskiej dzielnicy Steglitz - Kniephofstraße.

## Zabytki
- zespół pałacowy w Konarzewie
  - pałac, z czwartej ćwierci XVIII w., przebudowany 1869, pocz. XX w., numer NID A-1258 z 20.05.1996 (id = 657909) 53°42′14″N 15°13′31″E/53,703958 15,225278
  - park, XVIII/XIX w., numer NID A-1258 z 20.05.1996 (id = 657911) 53°42′06″N 15°13′21″E/53,701667 15,222500[5]